# Gliocladium aurifilum
Gliocladium aurifilum är en svampart som först beskrevs av W.R. Gerard, och fick sitt nu gällande namn av Seifert, Samuels & W. Gams 1985. Gliocladium aurifilum ingår i släktet Gliocladium och familjen Hypocreaceae.   Inga underarter finns listade i Catalogue of Life.